# Джамбечий
Джамбечий (адыг. Джамбэчый) — аул в Красногвардейском районе Республики Адыгея. Входит в состав Большесидоровского сельского поселения.

## География
Аул находится на левом берегу реки Лаба, на расстоянии 24 км к юго-востоку от села Красногвардейское, административного центра района. На противоположном берегу реки расположена станица Новолабинская.

## История
Аул Асламбека Болотокова был основан в 1857 году, в 1868 году переименован в Темиргоевский, в декабре 1920 года получил наименование Джамбичи. В основе названия — личное имя Джамбеч. Основное население аула составляют потомки темиргоевцев. Распоряжением Правительства от 8 ноября 2018 года № 2422-р аул Джамбичи переименован в Джамбечий.

## Население
| 2002 | 2010 | 2013 | 2014 | 2015 | 2016 | 2017 |
| ---- | ---- | ---- | ---- | ---- | ---- | ---- |
| 796  | ↘623 | ↘586 | ↘567 | ↘552 | ↗563 | ↘559 |
| 2018 | 2019 | 2020 | 2021 | 2023 | 2024 |      |
| ↗574 | ↗575 | ↗582 | ↗655 | ↘644 | ↗657 |      |

### Национальный состав
По данным Всероссийской переписи 2021 года:
| Народ               | Численность, чел. | Доля от всего населения, % |
| ------------------- | ----------------- | -------------------------- |
| адыги (черкесы)     | 539               | 82,29 %                    |
| русские             | 77                | 11,76 %                    |
| другие / не указано | 39                | 5,95 %                     |
| всего               | 655               | 100,0 %                    |

## Улицы
| - ул. Андрухаева, - ул. Братьев Тлишевых, - ул. Восточная, - ул. Комсомольская, - ул. Кооперативная, - ул. Мичурина, - ул. Пионерская, | - ул. Полевая, - ул. Северная, - ул. Сиюхова, - ул. Советская, - ул. Центральная, - ул. Школьная. |

## Известные уроженцы
- Андрухаев, Джайтамир Сефербиевич (1917—1990) — советский журналист. Заслуженный работник культуры РСФСР.